# Backhouses konstant
Inom matematiken är Backhouse konstant en matematisk konstant definierad av N. Backhouse. Dess approximativa värde är
1,456074948…
Den definieras genom att först definiera potensserien vars koefficienter är primtalen:
{\displaystyle P(x)=1+\sum _{k=1}^{\infty }p_{k}x^{k}=1+2x+3x^{2}+5x^{3}+7x^{4}+\cdots }
och där
{\displaystyle Q(x)={\frac {1}{P(x)}}=\sum _{k=0}^{\infty }q_{k}x^{k}.}
Då är
{\displaystyle \lim _{k\to \infty }\left|{\frac {q_{k+1}}{q_{k}}}\right\vert =1.45607\ldots } (talföljd A072508 i OEIS).
Existensen av gränsvärdet förmodades av Backhouse och bevisades senare av P. Flajolet.